# Cataloipus
Genre
Cataloipus est un genre d'insectes orthoptères caelifères de la famille des Acrididae et de la sous-famille des Eyprepocnemidinae.

## Liste des espèces
- Cataloipus abyssinicus Uvarov 1921
- Cataloipus ambiguus (Stål, 1876)
- Cataloipus brunneri (Kirby, W.F. 1910)
- Cataloipus cognatus (Walker, F., 1870)
- Cataloipus cymbiferus (Krauss 1877)
- Cataloipus fuscocoeruleipes Sjöstedt, 1923
- Cataloipus gigas Ramme, 1929
- Cataloipus himalayensis Singh, A.K. & Tandon 1978
- Cataloipus indicus Uvarov 1942
- Cataloipus klaptoczi Karny, 1917
- Cataloipus oberthuri (Bolívar, I., 1890) - type
- Cataloipus pulcher Sjöstedt, 1929
- Cataloipus roseipennis Uvarov 1921
- Cataloipus thomasi Uvarov 1933
- Cataloipus zuluensis Sjöstedt, 1929